# Inge Merkel
Inge Merkel, geborene Klauner, (* 1. Oktober 1922 in Wien; † 15. Januar 2006 in San Miguel de Allende, Mexiko) war eine österreichische Lateinlehrerin und Schriftstellerin.

## Leben und Wirken
Inge Merkel wuchs in Wien in einem Beamtenhaushalt auf. Nach der Reifeprüfung studierte sie Altphilologie, Geschichte und Germanistik an der Universität Wien. 1944 promovierte sie mit einer Arbeit über E. T. A. Hoffmann. Anschließend war sie tätig als wissenschaftliche Assistentin am Seminar für Klassische Philologie der Universität Wien und von 1974 bis 1984 als Lateinlehrerin, zunächst am Bundesrealgymnasium Waidhofen an der Ybbs, später an einem Wiener Gymnasium. Erst nach der Pensionierung mit 60 begann Merkel zu schreiben. Der Roman Das andere Gesicht erschien 1982. Das Gesamtwerk umfasst Erzählungen und Romane.

## Kritik
Der literarische Rang von Merkel ist trotz der offiziellen Auszeichnungen der Autorin umstritten. So notierte Andreas Dorschel anlässlich der Neuausgabe von Das große Spektakel in der Manesse Bibliothek der Weltliteratur an dem Werk sprachlichen Schematismus: „Selbst bescheidene Möglichkeiten literarischen Gestaltens, wie die überraschende Koppelung von Adjektiv und Nomen, werden kaum gestreift. Stets verfällt Merkel aufs Naheliegendste. Da sind Möbelpacker ‚grobschlächtig‘, Hausmeisterinnen ‚feist‘, Ereignisse ‚spektakulär‘; Tücke ist ‚perfide‘, Kultur ‚abendländisch‘, der Verstand ‚nüchtern‘, Scharfblick gleichfalls ‚nüchtern‘ und Beisammensein ‚zwanglos‘. Es ist die Zwangsgemeinschaft eines launigen Common sense, der Hauptwort und Eigenschaftswort so zusammenpfercht.“

## Publikationen
- Das andere Gesicht. Roman. Residenz Verlag, Salzburg und Wien 1982.
- Zypressen. Erzählungen. Residenz Verlag, Salzburg und Wien 1983; Neuauflage: Verlag Jung und Jung, Salzburg 2004.
- Die letzte Posaune. Roman. Salzburg und Wien 1985.
- Eine ganz gewöhnliche Ehe. Roman. Residenz Verlag, Salzburg und Wien 1987.
- Das große Spektakel. Roman. Residenz Verlag, Salzburg und Wien 1990; Neuausgabe (mit einem Nachwort von Ernst-Wilhelm Händler): Manesse Bibliothek der Weltliteratur, Zürich 2008. ISBN 978-3-7175-2168-6[4].
- Toleranz und die Grenzen der Vernunft. Wien 1992.
- Aus den Geleisen. Roman. Residenz Verlag, Salzburg und Wien 1994.
- Hütteldorfer Pastorale. St. Pölten 1996.
- Im Auge der Wildgans. Salzburg 1998.
- Sie kam zu König Salomo. Roman, Jung und Jung, Salzburg 2001, ISBN 3-902144-00-9.
- Der rote Rock. Salzburg 2009.

## Auszeichnungen
- 1982: Aspekte-Literaturpreis für Das andere Gesicht.
- 1986: Literaturpreis der Stadt Wien
- 1987: Anton-Wildgans-Preis
- 1990: Otto-Stoessl-Preis
- 1992: Ehrenpreis des österreichischen Buchhandels für Toleranz in Denken und Handeln.
- 1997: Goldenes Ehrenzeichen für Verdienste um das Land Wien
- 2002: Ehrenkreuz für Wissenschaft und Kunst I. Klasse
- 2002: Österreichischer Würdigungspreis für Literatur
- 2003: Ehrenmedaille der Bundeshauptstadt Wien in Gold